# Diciannove antiche poesie
Le Diciannove antiche poesie (古詩十九首T, 古诗十九首S, Gǔshī Shíjiǔ ShǒuP) sono un'antologia di poesie cinesi, consistenti in diciannove poesie, probabilmente raccolte, in origine, durante la dinastia Han. Queste diciannove poesie influenzarono notevolmente la poesia successiva, in parte grazie al loro utilizzo dei versi pentasillabici. La datazione delle poesie originali è incerta, benché nella loro forma attuale si possono far risalire al 520 d.C., quando furono incluse nella famosa analogia letteraria Wen Xuan, una raccolta attribuita al principe ereditario Liang Xiao Tong. S'ipotizza che le  Diciannove antiche poesie risalgano al II secolo d.C. Nelle ere seguenti la poesia gushi si sviluppò come un importante genere poetico della poesia cinese classica. Le Diciannove poesie sono anonime, ma presentano indicazioni sulla classe sociale e il livello d'istruzione degli autori, come "le carrozze ed abiti raffinati, i palazzi e gli intrattenimenti delle classi superiori", con riferimenti letterari allo Shijing. Queste poesie tendono a caratterizzarsi per una "pensierosa malinconia."
"Voci anonime ci parlano da un oscuro passato, che suonano una nota di tristezza atta a dominare la poesia dei secoli successivi"